# 1928 في الجزائر
الأحداث من عام  1928 في الجزائر.

## الأحداث
- حصول الفرنسي جزائري الأصل أحمد بوقرة على ذهبية الماراثون أثناء الألعاب الأولمبية الصيفية 1928

## المواليد
- 20 يناير – ياسف سعدي – سياسي جزائري وأحد أشهر قادة جبهة التحرير الجزائرية
- 7 أكتوبر – علي كافي – الرئيس الخامس للجزائر منذ الاستقلال.

## الوفيات
- – وفاة قائد المقاومة الطارقية الشيخ آمود أغ المختار.